# Sant Llorenç Dosmunts
Sant Llorenç Dosmunts és una església romànica de Rupit i Pruit (Osona) inclosa a l'Inventari del Patrimoni Arquitectònic de Catalunya.

## Descripció
És una capella de nau única, sense absis i orientada de llevant a ponent, amb una capella lateral a la part esquerra i la sagristia a la dreta. La façana, situada a ponent, té un portal adovellat, amb un escut a la dovella central i amb una finestra de doble esqueixada al damunt. El frontispici és coronat per un campanar d'espadanya, de dos ulls d'arc semicircular i una campana. A migdia s'hi obre una finestra d'arc de mig punt. Interiorment és coberta amb volta de canó i enguixada. El portal que mena a la sagristia du la data de 1742. A l'altar hi ha un retaule dedicat a Sant Llorenç que no és l'original perquè aquest és romànic i es troba al Museu Episcopal de Vic.
Construïda en pedra, amb carreus petits i ben carejats. L'envolta l'antic cementiri que serva els difunts de l'antiga parròquia.
Destaca la campana situada a l'ull esquerre del campanar. Prop de la boca hi ha incisions i sanefes florals, al centre hi ha la figura de Sant Llorenç vestit amb túnica i portant la palma de màrtir al braç dret i les graelles, símbol del seu martiri, a l'esquerre, al damunt hi ha una altra sanefa floral. A la part posterior hi ha les senyes del fundidor, i altres inscripcions.
La pica baptismal per a immersió, està situada als peus de l'església, a l'angle Sud Oest i aferrada al sòl de la nau. És d'època romànica. Aproximadament amida un metre de diàmetre per 1,20 metres d'alçada. Està rodejada per un bordó que es veu trencat per una ranura amb un clau al centre. És de pedra picada a partir d'un gran dau buidat i arrodonit.
L'estat de conservació és força bo.

## Història
Edifici romànic del segle xii, malgrat que els primers documents conservats daten del segle xiii. L'absis sembla que fou mutilat i substituït per una capçalera rectangular al segle xvii i, segons les dades constructives del portal de la sagristia, aquesta fou erigida al segle xviii. Fou parròquia independent fins al segle xiv, quan fou unida a Sant Andreu del Pruit. Al 1553 constava dels masos següents: Bac, Torrentó, Vilas, Comajoan i Vilaferrer. Aquests masos encara serven fervor a la parròquia i, per torns, es cuiden de l'agençament de la capella, en la qual se celebra missa només una vegada l'any per Sant Llorenç, el 10 d'agost.
La capella conserva una pica baptismal per immersió. L'antic retaule dedicat a Sant Llorenç es troba al Museu Episcopal de Vic (taula romànica del segle xii).
Alguns historiadors han llançat la hipòtesi que les característiques de la capella recorden les dels temples visigòtics, per la proximitat de mas Viles (probablement vila romana) i per ésser construïda vora el camí. Així mantenen la tesi de que fos edificada sobre una construcció visigòtica i més remotament sobre un assentament romà.
De totes maneres no es té cap notícia històrica que permeti fer tal afirmació.